# Анес е Болије
Анес е Болије (фр. Annesse-et-Beaulieu) насеље је и општина у југозападној Француској у региону Аквитанија, у департману Дордоња која припада префектури Периже.
По подацима из 2011. године у општини је живело 1.487 становника, а густина насељености је износила 122,69 становника/km². Општина се простире на површини од 12,12 km². Налази се на средњој надморској висини од 72 метара (максималној 169 m, а минималној 65 m).

## Демографија
| 1962. | 1968. | 1975. | 1982. | 1990. | 1999. | 2011. |
| ----- | ----- | ----- | ----- | ----- | ----- | ----- |
| 531   | 553   | 631   | 826   | 1.099 | 1.246 | 1.487 |

График промене броја становника у току последњих година